# Krusty Krab Training Video
«Krusty Krab Training Video» (titulado: «Vídeo de entrenamiento del Crustáceo Cascarudo» en Hispanoamérica y «Vídeo de formación» en España) es el segundo segmento del décimo episodio de la tercera temporada de la serie de televisión animada estadounidense Bob Esponja, y la segunda parte del episodio 50 en general. El episodio fue escrito por Aaron Springer, C. H. Greenblatt y Kent Osborne, y la animación fue dirigida por Frank Weiss. Springer y Greenblatt también actuaron como directores del guion gráfico, y Caleb Meurer fue el artista del guion gráfico. El segmento se emitió originalmente en Nickelodeon en Estados Unidos el 10 de mayo de 2002.
La serie sigue las aventuras y esfuerzos del personaje principal y sus diversos amigos en la ciudad submarina de Fondo de Bikini. En este segmento, Bob Esponja aparece como un aprendiz en un video de capacitación industrial para nuevos empleados del restaurante Krusty Krab. El vídeo detalla los inicios del restaurante, sus diversos implementos y lo que se necesita para convertirse en un buen empleado de Krusty Krab.
«Krusty Krab Training Video» recibió elogios de los críticos en línea, quienes elogiaron su originalidad y metahumor como una parodia de videos industriales, ganó un culto entre los fanáticos y generalmente se considera uno de los mejores episodios de la serie.

## Trama
El episodio tiene el formato de un vídeo de formación industrial y comienza con un narrador (Steve Kehela) felicitando al empleado recién contratado del renombrado restaurante Krusty Krab, Bob Esponja. Bob Esponja procede a preguntar si puede hacer una hamburguesa de Cangreburger, pero se le niega porque primero tiene que someterse a un entrenamiento. Luego, el narrador comparte cómo surgió el restaurante, con su fundador, Mr. Krabs, que anteriormente sufrió una larga depresión después de «la guerra» antes de decidir adquirir una casa de retiro en quiebra y convertirla en el Crustáceo Cascarudo.
En la actualidad, el restaurante ha intentado modernizarse y mantener la satisfacción del cliente adquiriendo la «última» tecnología de comida rápida, como la espátula y la caja registradora. Para los empleados del restaurante, el narrador diferencia las características de un empleado potencialmente bueno y de un mal empleado a través de los ejemplos y acciones de Bob Esponja y Calamardo respectivamente, y entre las cosas más importantes que se deben aprender en el trabajo está el acrónimo «POOP» (abreviatura de «La gente pide nuestras hamburguesas»). Otros temas discutidos por el narrador incluyen la higiene personal, la estación de trabajo y cómo interactuar con el gerente Mr. Krabs, todo mientras Bob Esponja espera impaciente la oportunidad de hacer una Cangreburger.
Una vez cubiertos todos los conceptos básicos de ser empleado, el narrador le pregunta a Bob Esponja si está listo para preparar una Cangreburger. Después de que Bob Esponja asiente vigorosamente, el video de entrenamiento corta abruptamente los créditos antes de que el narrador comience a contar la fórmula secreta de Cangreburger.

## Lanzamiento
«Krusty Krab Training Video» se emitió originalmente en Nickelodeon en los Estados Unidos el 10 de mayo de 2002. Para los medios domésticos, el episodio estuvo disponible por primera vez como parte del lanzamiento del DVD de Bob Esponja titulado SpongeBob SquarePants: Sponge for Hire el 2 de noviembre de 2004. Posteriormente, se lanzó en el DVD SpongeBob SquarePants: The Complete 3rd Season el 27 de septiembre de 2005. En octubre de 2019, la cuenta oficial de YouTube de Bob Esponja lanzó una edición de cinco minutos del episodio en la plataforma en línea YouTube.

## Recepción
«Krusty Krab Training Video» recibió elogios de la crítica tanto de DVD como de críticos de cultura pop en línea. Bryan Pope de DVD Verdict elogió el episodio por ser «una parodia hilarante de videos de capacitación industrial» y lo citó como uno de los clásicos producidos por la tercera temporada de Bob Esponja, que según él es el punto culminante de la serie. Francis Rizzo III de DVD Talk consideró el episodio «muy divertido» y afirmó que «el simple deseo de Bob Esponja de hacer una cangreburger domina la acción, en un episodio que podría estar un poco por encima de las cabezas de los niños».
En el décimo aniversario de la serie Bob Esponja, Priya Elan de The Guardian clasificó el episodio en el puesto número 1 entre sus cinco «momentos» favoritos de Bob Esponja, afirmando que es «[a]sombroso en muchos niveles. Desde las "casas de retiro en quiebra" hasta P.O.O.P. hasta el momento en que Patrick intenta hacer un pedido». Jared Russo del sitio web Medium clasificó el episodio en el puesto número 4 de su lista de los 100 mejores, elogiando su originalidad y su alegría y metahumor «estrafalarios». Jaclyn Kessel de Decider lo clasificó en el puesto número 5 en su lista de «10 episodios esenciales de 'Bob Esponja», afirmando que «Este episodio brilla porque puedo decir honestamente que nunca antes había visto algo así en ningún programa... El final abrupto de este episodio nos impide de manera brillante aprender qué hay en la salsa secreta del Krusty Krab». Madeline Kaplan de Slate, al contribuir a la lista del sitio de los mejores episodios de Bob Esponja, escribió que «Uno de mis recuerdos más fuertes de la era previa al streaming es ver "Krusty Krab Training Video" y esperar [...] a que Nickelodeon lo transmitiera nuevamente... Este segmento, y muchos otros episodios de Bob Esponja, me enseñaron a amar comedia extraña». IGN también incluyó el episodio como uno de los episodios de Bob Esponja favoritos del personal. En 2021, Jordan Moreau, Katcy Stephan y David Viramontes de Variety clasificaron el episodio como el séptimo mejor episodio de Bob Esponja, describiéndolo como «un ejemplo perfecto de cómo el programa mezcla medios, presentando partes de animación dibujada a mano, estilos artísticos generados por computadora y elementos de acción en vivo». Tom Kenny, quien da voz a Bob Esponja en la serie, lo considera uno de sus episodios favoritos, ubicándolo en el puesto 15 en el lanzamiento de iTunes «SpongeBob SquarePants: Tom Kenny's Top 20».

### Premios
Durante los premios Golden Reel de 2003, tanto «Wet Painters» como «Krusty Krab Training Video» ganaron el premio a la «Mejor edición de sonido en un episodio de televisión - Música», con Nicolas Carr representando la serie.